# ULTra

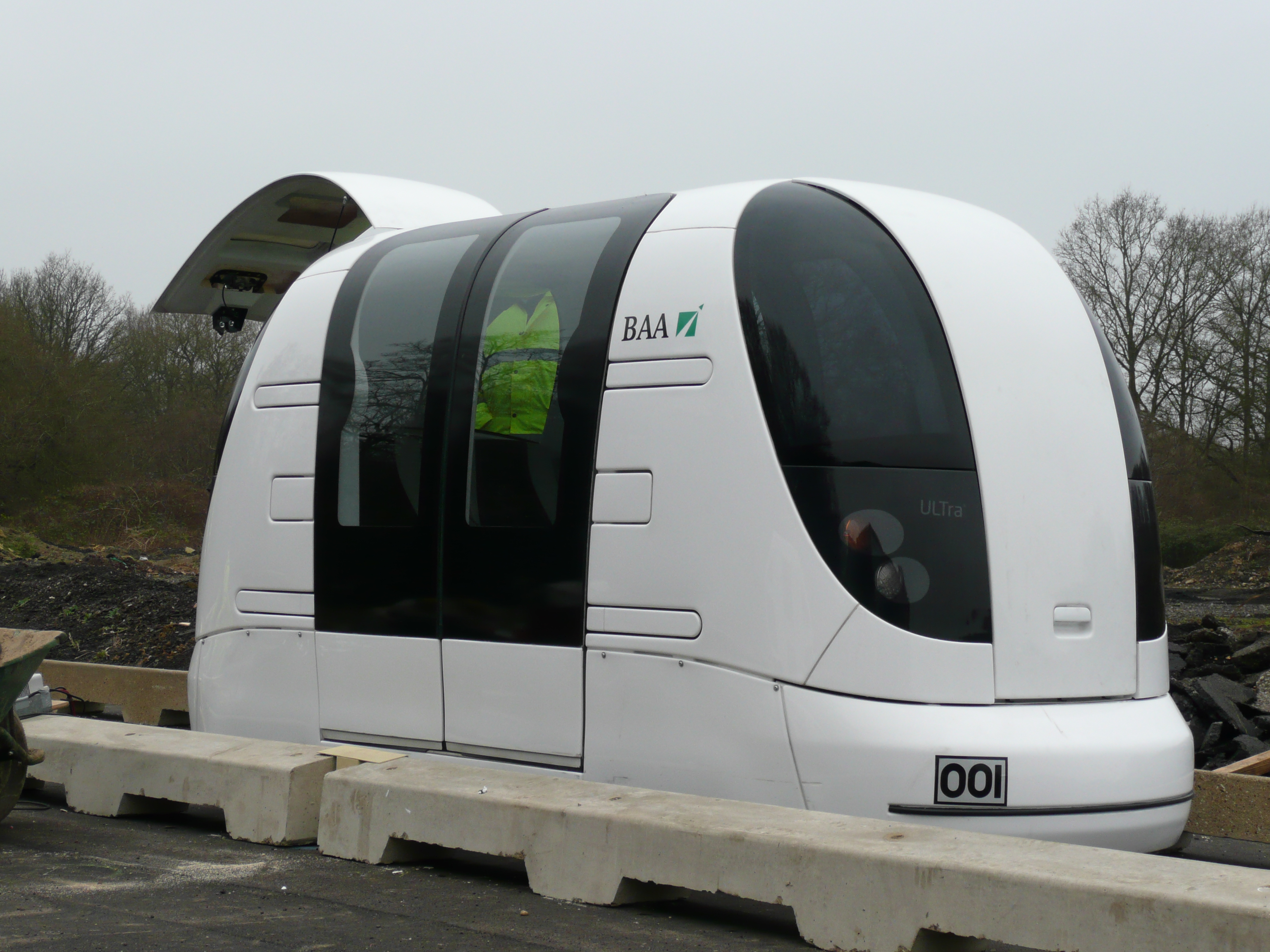
ロンドン・ヒースロー空港のULTraである「ヒースローポッド」

ULTra (Urban Light Transit）とは、英国のエンジニアリング会社であるUltra Global PRT（旧・Advanced Transport）によって開発された、個人用高速輸送（PRT）PODCARシステムである.。
最初の公共システムはロンドンのヒースロー空港で2011年5月に運行を開始し、21の車両によって 第5ターミナルから空港の北に位置するビジネス客用の駐車場までの3.9キロメートルの経路を結んでいる。
建設コストの低減するため、ULTraは軌道走行用のゴムタイヤなどの既存の技術を活用している。同社は、これによりその総費用(車両・インフラ・制御システム）は軌道１キロメートルあたり300万ポンドから500万ポンドの間に納まるとして、ULTraシステムの経済性を強調している。

## ULTraの始まり
ULTraシステムは、1000万ポンドを投じてマーティン・ロウソンと彼の設計チーム"Lowson"によって設計された。マーティンはAdvanced Transport Systems(ATS）をカーディフで開発し、その場所は後に試験走路となる。ULTraは英国科学・技術・芸術基金（NESTA）に2度表彰された。1990年代に行われたULTraでの独自の研究の多くは、ブリストル大学の航空宇宙工学部門でなされた。近年では、主要な事業活動を冠して会社名を"Ultra PRT Ltd"と改め本社をブリストルに移している。

## 背景

### 過去の個人用高速輸送のデザイン
個人用高速輸送（PRT）はもともと1950年代から人口密度が低いため従来の地下鉄では採算が取れず敷設できない地域での移動需要に応えるために開発された。自動運転は数秒からコンマ数秒までの運転時隔の短縮をもたらした。これにより輸送能力が増えたことで、時間当たりの輸送量を確保しながら車両を小型化することが可能となった。車両の小型化は軌道の簡略化と投資額の低減に寄与した。従来の大量輸送システムでは採算が取れなかった小さな町や都市が、実現可能な手段として個人用高速輸送に強い興味を示すようになる。
1960年代の終わりから1970年代初頭にかけて、多くのPRTシステムがデザインされ、その多くがアメリカ合衆国住宅都市開発省による報告（HUD reports）の中でもたらされた。 一般に、それらのは小さな4-6人乗りの車両の使用を企図していたが、次第に設計は大型化していった（Alden staRRcar）。このことは車両や軌道の長大化と資本コストの増大を招き、それに伴い注目は低下した。最終的には、PRTシステムは、コンセプトを実証することを目的とした政府出資のデモンストレーションシステムであるモーガンタウン・パーソナル・ラピッド・トランジットが唯一の建造されたのみだった。当初は無用の長物として嘲笑されたものの、同システムは信頼性が高く比較的低コストで稼動できることを証明した。

### Ultra
モーガンタウンでのPRT稼働以降、低コストのPRTシステムのコストを低減させる汎用技術がいくつか開発された。 その中でも単純でかつ核心的なのものは、効率的で、信頼性のある、急速充電システムの開発であった。過去のPRTシステムは、従来の地下鉄と同様、電力供給を第三軌条方式で行っていたが、駅や路線沿い設置した小型充電板で急速充電する方式に代替することが可能になった。集中制御コンピュータから飛躍的に性能が向上した搭載型システムへ誘導ロジックが移行したことによって、車両自体が進路を決られるようになった。これにより、軌道への誘導装置の設置（例えば、 フォード式ACT)が必要なくなった。 同時に、これらの変化によって車両の軌道との機械的な接触は不要なものとなり、大幅な簡素化を可能にした。
Ultraの場合、駐車場に置かれるバンパーのような並列するコンクリートの壁だけで構成することも可能である。コンクリート壁はカーブなどで車両を接触させて進路補正するときだけに使われる。内部の地図情報に基づき車両が自立して曲がるため、進路変更装置は必要なくなる。車両は駅で停車時に充電するため、軌道上での電力供給も必要ない。これによって、軌道は通常の道路と同程度のもので済み、走るのが普通乗用車程度のサイズものであっても、トラクター大からトレーラー大までサイズ変ってもがその仕様は変わらない。駅が大幅に簡略化されていても、据え置きのインフラを要さないために、車両を軌道沿いのどこにでも留めることができる。ヒースロー空港の駅は、ガソリンスタンドの庇と同様の雨除が付いた斜めに配置された駐車場に似ている。
ヒースロー空港での初の商用システム開発の一環として、2005年に空港のオーナーであるBAA Airports Ltdが、Ultraの株式の25%を購入した。 この成功裏に終わった立ち上げの後、空港と最寄りの町で従業員の多くが住んでいるStaines-upon-Thamesを結ぶ計画が進行している。

## 用語

### 車両
電動の車両は、4席で搭載可能重量が500 kgあり、時速40 kmで20%勾配まで許容するよう設計されているが、同社は運転ルートの勾配を10%までに留めれば乗り心地が向上するとしている。車両は乗客のみならず車椅子やショッピングカートその他の荷物にも対応している。
各ポッドは平均2 kWの4つのバッテリーを動力源としており、車両総重量を8%増加させている。 その他の仕様としては、回転半径が5m、エネルギー要件は旅客キロメートルにつき0.55 MJ、時速21.6kmで走行時に10mの距離から測定した走行騒音レベルは35 dBAである。
また、同社は貨物バージョンも開発設計している。 旅客バージョンと同じ外観であるが、その全内部空間は貨物カプセルの取り扱いに適合している。距離小型貨物の輸送にも使えるネットワークは空港という環境において貴重なものとなりえる。

### 制御技術
Ultraによると、その制御システムは以下の３つの階層で運用される:

#### 中央同期制御
- 迅速に旅客を車両に割り当てる
- 所定の進路を辿り、到着時間が調整されるよう車両を制御
- 車両同士の干渉の排除
- 空車管理

#### 車両の自動運転制御
- 同期制御からの指示を受信
- レーザー光を用いて継続的に車両位置と向きを確認して、ポッドを目的地まで誘導

#### 車両保護システム
- 鉄道のような閉塞信号システムを基本とする
- 車両のセンサーと軌道内に設けられた誘導磁界
- 各車両は継続的な"前進"信号の受信によってのみ前進する
- その他の層の制御から独立したフェールセーフシステムを提供するため、各ポッドがあるエリアに接近する他のポッドに停止信号が出される。

### 試験走路

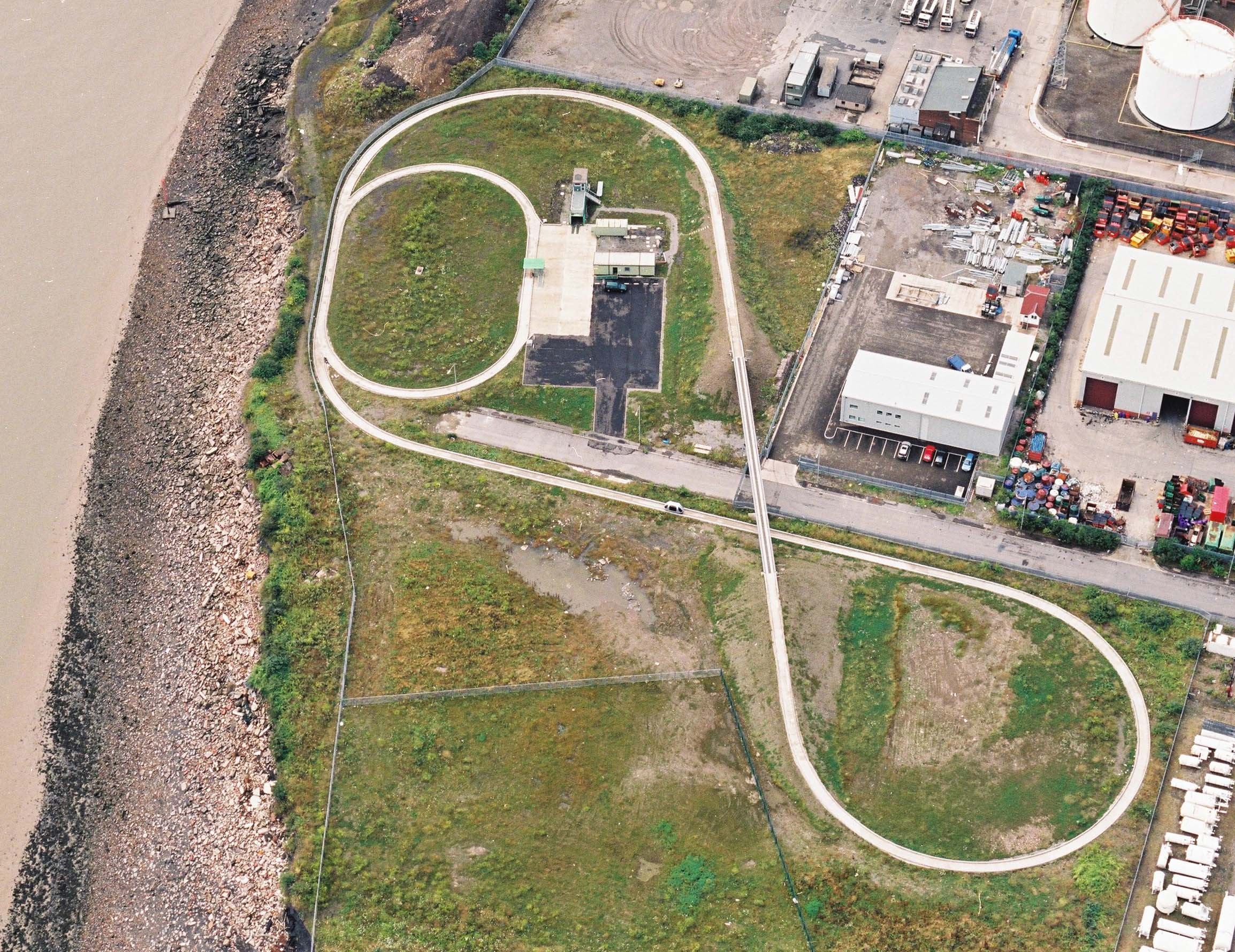
カーディフのIltraPRT試験走路

2002年6月から1kmの試験走路が立ち上がった。 英国政府の様々な財源から400万ドルが試験走路に出資された。1台の電動式車両が走行速度は25マイルで走行し、正確に停止し、急勾配を上り下りするデモンストレーションを行った。 初歩的な地上駅が単一で置かれた。
試験走路の大半は地面に置かれた。商用利用には、90%以上の軌道が高架となるとされた。高架軌道は約1.5メートル幅である。仮想都市への設置を想定した研究によれば、19.8キロメートルの軌道(89%が効果）の建設には、軌道および関連する土木工事の総額はキロメートルあたり290万ポンドと推定された。１駅当たりの費用は48万ポンド(89万ドル）と推定された。車両コストはこの中に含まれていない。

## 展開

### ヒースロー空港（第5ターミナル）
2010年10月にロンドンヒースロー空港の第5ターミナルで乗車テストが開始され、2011年5月から1日22時間、週7日で正式稼働した。2012年5年の運行統計は99%以上の信頼性、通年の乗客の平均待ち時間を10秒とそれぞれ記録している。UltraはLondon Transport AwardsやBritish Parking Awardsから数多くの賞を受賞した。
ヒースロー空港のオーナーであるBAAに代わり、同空港第5ターミナルとビジネス客用駐車場の3.9ｋｍを結んでいる。システムの開発費は3000万ポンド。
軌道の建設は2008年10月に完成した。路線の多くは高架化されているが、空港北側の滑走路アプローチエリアでは地平部もある。 3つの駅（第5ターミナル内に1駅、駐車場内にPARKING AとPARKING Bの2駅）は Gebler Tooth によって設計され、乗客はタッチパネルインタフェースで操作が可能である。空港スタッフによる乗車テストを含む各種テストを経て、路線は2011年5月に旅客実証試験として営業を開始した。後に、完全供用を開始し、駐車場と第5ターミナルを結ぶバスは廃止された。 ポッドはバスよりも50％少ないエネルギーで、1日22時間運行する。左側通行の英国のほぼすべての道路や鉄道と異なり、PRTシステムは右側通行である。 2013年5月には、PRTシステムは旅客数600,000人の大台を達成した。
開発者は、個人ポッドを最大時速40kmにまで引き上げ、利用者の待ち時間を平均約12秒、95%の乗客の待ち時間を1分以内に抑えることを期待している。

## 提案

### アラブ首長国連邦アジュマーン(契約締結)
2017年7月に、Ultra-Fairwood(合弁会社)がアジュマーン政府とアジュマーンの街にシステムを建設する契約を締結したと発表した。提案では軌道延長は120キロメートル、線路延長76キロメートル、115駅が設置される。1,745編成の車両によって運行され、1日164万人の旅客の取り扱いが可能とされる。システムは二つの重複するネットワークで構成される。最初のPRTシステムは高架を走行し高架駅を発着する6座席の車両が用いられる。第2弾は主に地平に敷設され3座席の車両によって運行されるGroup Rapid Transit(GRT）である。車両はインドの工場で生産される。プロジェクトの総規模は8億8100万ドルとなり、Ultra-Fairwoodが供給するシステム分だけでも7億2300万ドルに上る。

### インド・グルグラム（提案)
2010年3月、ハリヤーナ州政府がグルガオンに旅客輸送の手段落としてUltraを将来導入することを検討しているとした。同市では、総距離が約100キロメートルに及ぶ10から12の別々のルートが検討されている。
2012年7月、ハリヤーナ州首相が3か月以内に完全に必要なすべての手続きを終えて、プロジェクトを開始するよう命じたと報じられる。2016年10月には、インドの運輸大臣Nitin Gadkariが競合する4つの提案を受け術提案を受ているが、同システムはまだ承認と入札の対象となっていると述べた。
2017年1月に、UltraはSkyTran・Metrinoとともに展開グルガオンやバンガロールでの展開の可能性について技術的に検証するための試験走路の建設を承認された。 各社は自己資金調達での建設を求められている。2017年8月にMetrinoが建設に着手しないまま撤退したが、検証は未だ進行中である.。

### ヒースロー新PRT（延期された提案)
2013年5月には、ヒースロー空港会社が、5か年基本計画(2014-2019)の草案の一部として、PRTシステムを第2ターミナル・第3ターミナルと各ビジネス客用駐車場との接続に使用する意向を発表した。本提案は他の主なプロジェクトへの投資が優先されたため最終計画に含まれておらず、繰り延べられている。
また、PRTを延長し400のポッドを使って、空港と近隣のホテルを結ぶ計画もある。

### インド・アムリトサル（失敗)
2011年10月に、Ultra-Fairwood(合弁会社)がインドのアムリトサルインドで8kmの高架軌道と7駅を敷設してY字状の路線を建設し200以上のポッドで運行する計画を発表した。路線は鉄道駅・バス駅、 ハリマンディル・サーヒブ（黄金寺院）を接続するよう計画された。初期の予測では午前4時から深夜まで黄金寺院の訪問者の35%に相当する100,000人の旅客が利用するとされた。2014年までに民間資金で構築・自社運営した後に、行政に所有権を移転する(BOOT)方式で計画された。
この買収提案は地方政府から進行中の案件として発表され、布石が打たれた。提案されたルートはHall Bazaarを中心に一部の事業から反発を受け 、ルートから鉄道駅と寺院が結ばれるKatra Jaimal Singh地域が除かれた。
2013年3月にパンジャーブ州政府はプロジェクトをスイス・チャレンジ方式で競争入札にかけると発表した。Ultra-Fairwoodは入札に応じると目された3業者の1つだった。政府は2013年6月末までに結論を出すだろうと予想されていた。
2014年6月に取りやめられ、安価で迅速なバス輸送システムに置き換えられた。